# Lake Grassmere/Kapara Te Hau
Lake Grassmere/Kapara Te Hau ist eine Lagune an der Clifford Bay nahe der Cookstraße im Nordosten der Südinsel Neuseelands.

## Geografie
Der Lake Grassmere/Kapara Te Hau liegt etwa 30 km südlich von Blenheim und 11 km südlich der Mündung des Awatere River. Es handelt sich um eine flache Lagune, die von der Clifford Bay nur durch eine schmale, von Sanddünen bedeckte Barriere getrennt ist. Die Lagune ist der nordöstlichste Teil der Ward-Senke und schwankt dabei in seiner Fläche zwischen 14 und 17 km², wobei der letztere Wert nur bei seltenen Fluten erreicht wird. Die Lagune besitzt keinen natürlichen Zufluss und das Wasser hat wegen der Nähe zum Meer einen hohen Salzgehalt.
Das Seegebiet hat mit 585 mm nur einen geringen Jahresniederschlag. Die vorherrschenden starken, warmen Nordwestwinde begünstigen die Verdunstung.
Bis in die 1940er Jahre war der See im Winter eine Schlammfläche, im Sommer trocknete der See aus, wobei gelegentlich natürliche Salzablagerungen entstanden. Wegen dieser geografischen Gegebenheiten ist der See ideal für die Anlage von Salzgärten geeignet. Der See wurde daher in Verdunstungsteiche unterteilt.
Gegen Ende des Sommers sind die leuchtend weißen Salzberge des Lake Grassmere vom New Zealand State Highway 1 sichtbar und bilden einen starken Kontrast zum Braun der Marlborough Hills.
Am See liegen die kleinen Orte Lake Grassmere und Hauwai. Der Otuwhero River mündet etwa drei Kilometer südlich in die Clifford Bay.
Die Bahnstrecke Christchurch–Picton führt auf einem Damm tangential durch den Lake Grassmere/Kapara Te Hau.

## Frühe Geschichte
Der Name der Māori für den See ist Kaparatehau („windgeblasener See“). Frühe Walfänger verballhornten dies zu “Cobblers’ Hole”.
Nach der Legende der Māori befanden sich an der Stelle des Sees früher Pflanzungen, die von dem legendären Navigator Kupe mit Salzwasser übergossen wurden, wodurch der See entstand. Vor der Entdeckung durch die Europäer wurde der See von den Einwohnern zur Jagd auf die zahlreichen Wasservögel genutzt.
1832/33, ein Jahr nachdem die Ngāti Toa unter Führung von Te Rauparaha die Ngāi Tahu bei Kaiapoi und auf der Banks Peninsula besiegt hatten, besuchten die Ngāti Toa den See, um Enten zu jagen.
Eine Streitmacht der Ngāi Tahu erfuhr von dem geplanten Besuch und legte einen Hinterhalt. Kundschafter von Te Rauparaha fanden den Ort anscheinend verlassen vor, so dass man die Kanus ans Ufer brachte. Bei der Landung wurden sie überraschend überfallen und erlitten schwere Verluste. Te Rauparaha wurde von Tuhawaiki, der ihn unbedingt lebend haben wollte, gefangen genommen. Der Gefangene ergab sich scheinbar in sein Schicksal und wurde weniger streng bewacht, so dass er fliehen und zu einem der Kanus schwimmen und entkommen konnte.

## Salzindustrie

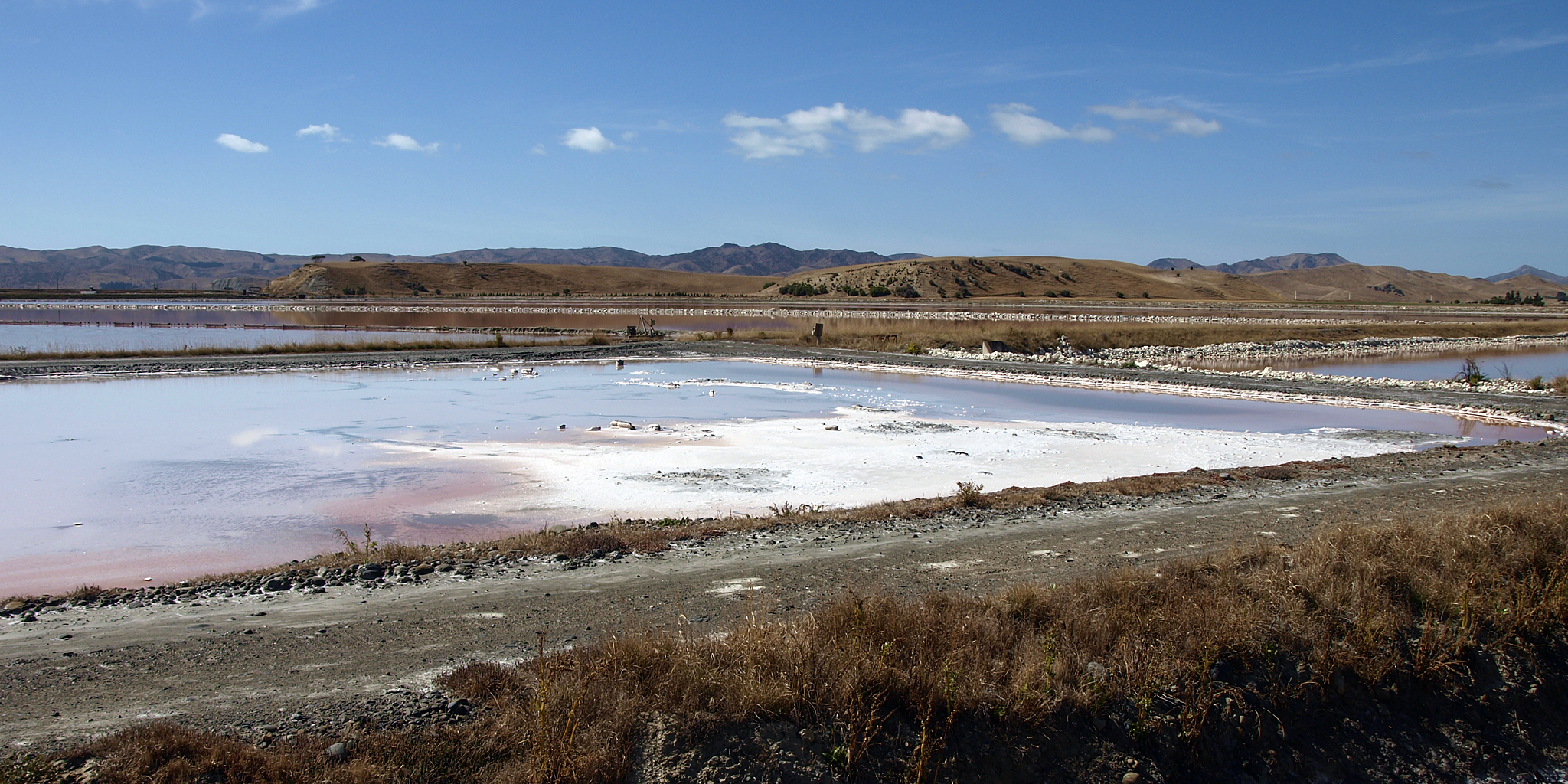
Salinen von Lake Grassmere

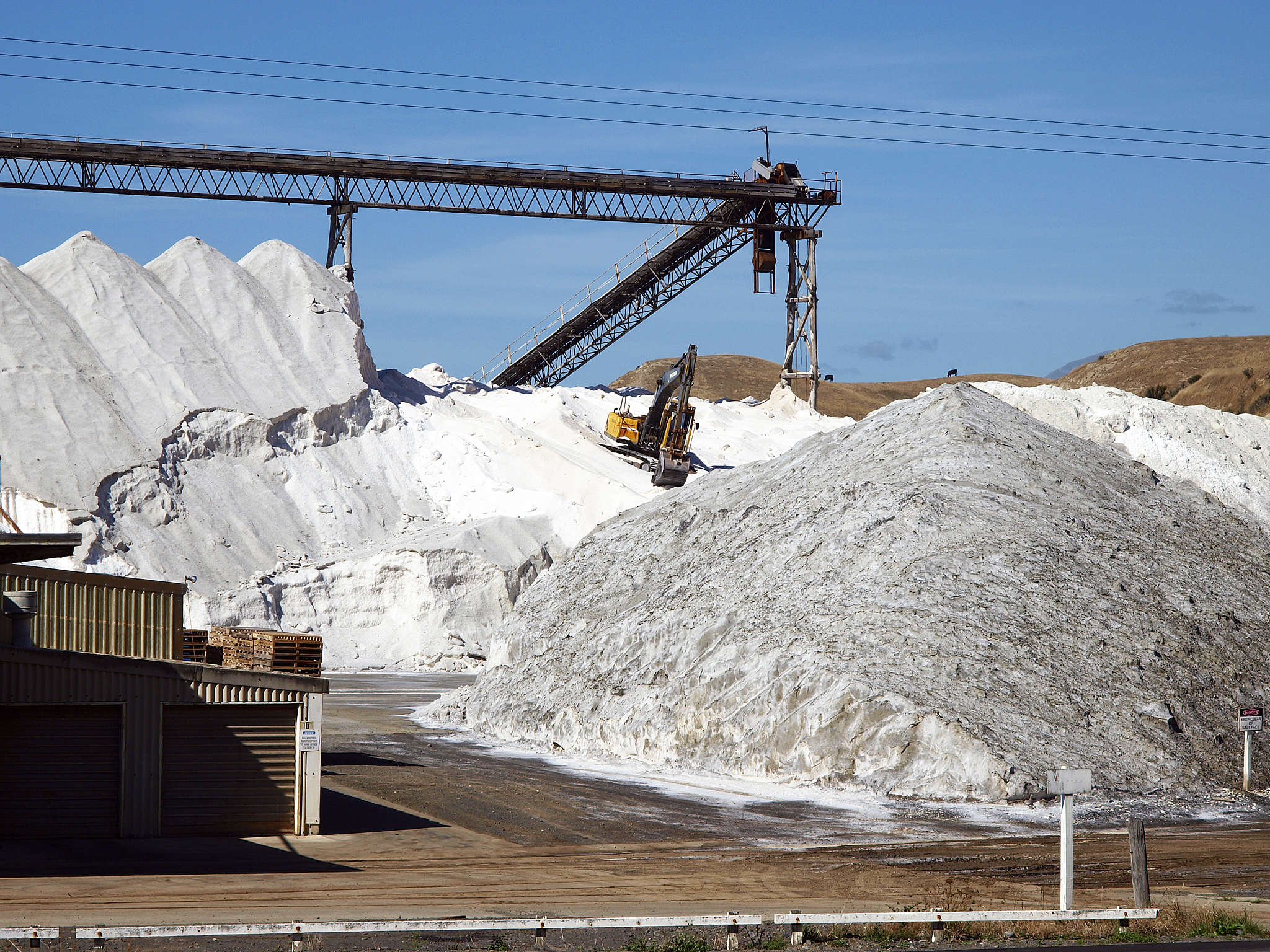
Salzfabrik am Lake Grassmere

Die Salzindustrie startete am See im Jahre 1943 und nimmt nun ein Drittel der Seefläche ein. 1960 wurden bereits 17.000 Tonnen Salz produziert, der Gesamtverbrauch an Salz für industrielle und häusliche Zwecke in Neuseeland betrug in diesem Jahr etwa 61.000 Tonnen. 1964/65 erreichte man 30.000 Tonnen. Die maximal mögliche Jahresproduktion des Sees wird auf 50.000 Tonnen geschätzt. 2005 deckte der See etwa die Hälfte des Salzbedarfes von Neuseeland.
1970 erreichte die Ernte fast 52.000 Tonnen, konnte aber nicht mehr mit der wachsenden Nachfrage der Industrie Schritt halten. Man baute daher eine Salzraffinerie in Mount Maunganui, in der Salz aus Australien und der Karibik zu hochreinem Salz für die Lebensmittel- und pharmazeutische Industrie verarbeitet wird. Eine zweite kleinere Raffinerie wurde in Grassmere errichtet.
In der Mitte der 1960er Jahre wurde ein neuer Typ von Verdunstungsbecken eingeführt, der es erlaubte Regenwasser abzulassen, bevor es Zeit hat, sich mit der Salzlake zu vermischen.
Meereswasser wird in die Becken gepumpt und mehrere Monate lang zwischen den Becken umgepumpt, wobei sein Salzgehalt immer weiter steigt. Schließlich kristallisiert das Salz aus und wird geerntet.
Am Lake Grassmere/Kapara Te Hau wird eine Vielzahl von Salzprodukten mit leicht unterschiedlicher chemischer Zusammensetzung, Korngröße und Form hergestellt. Das gesamte Speisesalz in Neuseeland wird in Salinen gewonnen. Es wird teilweise jodiert und als Rieselhilfe mit Siliziumdioxid versetzt. In Grassmere werden auch Lecksteine für die Landwirtschaft hergestellt.
Neben dem Salz werden kleinere Mengen Natriumhydroxid und Gips hergestellt.